# Gravina di Ginosa
La gravina di Ginosa  è una incisione erosiva profonda, simile ai  Canyon americani, che fa parte dell'area delle Gravine, un'area naturale protetta nella parte nord-occidentale della provincia di Taranto, classificata tra i siti di interesse comunitario della Puglia SIC IT9130007(Direttiva 92/43/CEE).
La gravina lambisce il comune di Ginosa e si estende nel territorio rurale, con anse ed è profonda, presenta pareti ripide, adatte per effettuare arrampicate.
Il territorio spazia dalla gravina al mare, dalle pianure ai paesaggi collinari, e si estende alla murgia, interrotta dalla zona Casale, fenditura della roccia calcarea che circonda l'intero centro storico. In questi ambiti si avvicendano vigneti, ortaggi e olivi.
Le gravine prendono i nomi di: Valle dell'Arciprete l'Oscurusciuto, Canale San Giuseppe, Torrente Lagnone Tondo, Canale il Palombaro, Torrente Gravinella, Canale Cecera, Selva Venusio, La Difesella, Gravina Grande, Passo di Giacobbe, Gravinella di Cavese e Canale San Pellegrino, Fosso dell'Alloro e Gravinella del cacciatore. Da notare la presenza di una Chiesa rupestre in località Gravina del Casale.
Nello scenario della gravina di Ginosa sono state girate diversi film:
- Il Vangelo secondo Matteo di Pier Paolo Pasolini (1964)
- Terra bruciata di Fabio Segatori (1999)[1]
- Chi m'ha visto di Alessandro Pondi (2017)